# Ornithogalum nurdaniae
Ornithogalum nurdaniae är en sparrisväxtart som beskrevs av Bagci och Savran. Ornithogalum nurdaniae ingår i släktet stjärnlökar, och familjen sparrisväxter.
Artens utbredningsområde är Turkiet. Inga underarter finns listade i Catalogue of Life.